# Федерация водных видов спорта России
Федерация водных видов спорта России (ФВВСР) — единственная руководящая спортивная организация по синхронному плаванию, водному поло, прыжкам в воду и плаванию в России, в соответствии с конституцией World Aquatics обладает исключительным правом на организацию и проведение всероссийских и международных соревнований по плаванию, плаванию на открытой воде, ветеранскому и синхронному плаванию, прыжкам в воду и водному поло на территории Российской Федерации. Была создана в 1993 году и стала правопреемницей Всесоюзной федерации плавания и Всероссийской федерации плавания.
Федерация водных видов спорта России является основанной на добровольном членстве общероссийской общественной организацией, созданной с целью организации, развития и пропаганды вида спорта «плавание» на территории Российской Федерации, объединяющей юридические лица — общественные организации, имеющие целью своей деятельности развитие плавания и признающие положения Устава ФВВСР. Деятельность ФВВСР основывается на принципах добровольности, равноправия её членов, самоуправления, законности и гласности. ФВВСР свободна в определении своей внутренней структуры, целей, форм и методов своей деятельности.
Президент ФВВСР — Мазепин Дмитрий Аркадьевич.

## История
Первая в России школа плавания была открыта в 1834 году в Санкт-Петербурге преподавателем гимнастики Густафом Паули. В числе ее посетителей были Александр Сергеевич Пушкин
и Петр Андреевич Вяземский. В конце XIX века в России начинается строительство крытых плавательных бассейнов. Первый такой бассейн был открыт в 1891 году в Москве при Центральных банях.
Популярной русской школой плавания, где была широко поставлена спортивная работа, являлась Шуваловская школа, организованная в 1908 году по инициативе морского врача В. Н. Пескова на Суздальском озере в пригороде Петербурга — Шувалово.
В 1912 году в Москве организовано Московское общество любителей плавания (МОЛП), которое проводило занятия не только летом, но и зимой (в Сандуновских банях).
В 1922 году в Петрограде создается спортивное общество «Дельфин» — преемник традиций Шуваловской школы, имевшее в своем распоряжении открытый бассейн, который стал одним из центров развития отечественного плавания.
«Всесоюзная секция плавания» как самостоятельный орган образована в 1928 году, первоначально объединяла три водных вида спорта. В 1947 году Всесоюзная секция плавания СССР (с 1959 года — Всесоюзная федерация плавания) вступила в Международную федерацию водных видов спорта ФИНА, а два года спустя — в Европейскую лигу плавания (LEN) В 1954 году разделилась на три самостоятельные секции: водное поло, плавание и прыжки в воду. В 1959 году преобразована в Федерацию плавания СССР. Упразднена в 1992 году в связи с распадом СССР.
Председатели Секции (Федерации) плавания СССР:
1928—1938 — Н. Н. Киселев
1938—1946 — Э. Т. Кренкель
1947—1953 — А. С. Чикин
1954—1986 — З. П. Фирсов
1990—1992 — Г. П. Алешин
31 октября 2024 года ВФП была реорганизована и преобразована в Федерацию водных видов спорта России. Дмитрий Мазепин избран президентом ФВВСР.

## Соревнования под эгидой ФВВСР
Кубок, чемпионат и первенства России (25 м), (50 м).
Международные соревнования по плаванию «Кубок Владимира Сальникова» (25 м).
Кубок, чемпионат и первенства России на открытой воде.
Кубок, чемпионат и первенства Федеральных округов Российской Федерации (25м), (50м).
Кубок, чемпионат и первенства г. Москва (25 м), (50 м).
Кубок, чемпионат и первенства г. Санкт-Петербург (25 м), (50 м).
Кубок, чемпионат и первенства субъектов Российской Федерации (25 м), (50 м).
Соревнования по плаванию на Всероссийских Спартакиадах (50 м).
Всероссийские соревнования по плаванию «Весёлый дельфин» (50 м).
Всероссийские соревнования по плаванию «Резерв России» (25 м).
Всероссийские соревнования по плаванию «Юность России» (25 м).
Всероссийские соревнования по плаванию «Кубок чемпионов» (50 м).
Всероссийские соревнования по плаванию «Вызов Неукротимой волны» (50 м).
Всероссийские соревнования по плаванию «Mad Wave Classic» (50 м).
Всероссийские соревнования по плаванию «Mad Wave Challenge» (25 м).
Всероссийские соревнования по плаванию «Кубок Ректора ПГУФСКиТ» (50 м).
Всероссийские соревнования по плаванию «Всероссийская матчевая встреча» (25 м), (50 м).
Всероссийские соревнования по плаванию Детской Лиги плавания «Поволжье» (50 м).
Всероссийские соревнования по плаванию «Амурские тигрята» (25 м).
Всероссийские соревнования по плаванию «Северное сияние» (50 м).
Всероссийские соревнования по плаванию «Кубок Невы» (25 м), (50 м).
Всероссийские соревнования по плаванию «Белые ночи» (50 м).
Всероссийские соревнования по плаванию «Медный всадник» (25 м).
Всероссийские соревнования по плаванию «Кубок Александра Попова» (50 м).

## Генеральные партнёры ФВВСР
- Газпром[16]
- Уралхим[16]
- Сибирская угольная энергетическая компания[16]
- Best Water Technology (BWT)[16]
- Ростех[16]
- Концерн «Радиоэлектронные технологии» (КРЭТ)[16]
- Совкомфлот[16]
- Россети[16]
- Mad Wave[16]
- Сибур[16]
- Автотор[16]
- Федерация плавания «Мастерс»[16]
- Министерство спорта РФ[16]
- Европейская лига плавания[16]
- World Aquatics[16]